# جزر لاين
جزر لاين، والمعروفة أيضًا باسم جزر تيراينا أو الجزر الاستوائية (باللغة الجلبرتية: Aono Raina)، هي سلسلة من 11 جزيرة مرجانية وجزر منخفضة مكوّنة من الشعاب المرجانية، تقع في وسط المحيط الهادئ جنوب جزر هاواي. تتميّز معظم هذه الجزر بوجود بحيرات داخلية مغلقة كليًا أو جزئيًا، باستثناء جزيرتي فوستوك وجارفيس.
تتبع ثمانٍ من هذه الجزر لدولة كيريباتي، بينما الجزر الثلاث الأخرى—وهي جزيرة جارفيس، شعاب كينغمان المرجانية، وجزيرة أتول بالميرا—تُعد أراضيَ أمريكية مصنّفة ضمن الجزر الأمريكية النائية الصغيرة.
تُعد جزر لاين من أطول سلاسل الجزر في العالم، حيث تمتد لمسافة تبلغ حوالي 2,350 كيلومترًا من الشمال الغربي إلى الجنوب الشرقي، وقد تكوّنت جميعها بفعل نشاط بركاني. تقع جزيرة ستاربَك قرب المركز الجغرافي للمحيط الهادئ (عند دائرة العرض 4°58′ جنوبًا وخط الطول 158°45′ غربًا). أما جزيرة كيريتيماتي، فهي تضم أكبر مساحة يابسة ضمن أي جزيرة مرجانية في العالم.
من بين الجزر الإحدى عشرة، لا توجد سكان دائمون إلا في ثلاث منها فقط، وهي: كيريتيماتي، تابوايران، وتيراينا. وبالرغم من أن عدد الجزر المؤكدة هو 11، إلا أن بعض الخرائط تُظهر موقعًا يُعرف باسم شعاب فيليبو، غير أن وجودها لا يزال موضع شك، ويُنظر إليه بعين الريبة من قبل الباحثين.
يمر خط التاريخ الدولي عبر جزر لاين. وتتميّز الجزر التابعة لكيريباتي بكونها ضمن أقصى المناطق تقدمًا في التوقيت الزمني العالمي، إذ تقع في المنطقة الزمنية UTC+14:00. ونتيجة لذلك، فإن التوقيت في هذه الجزر يسبق توقيت ولاية هاواي الأمريكية بـ 24 ساعة (هاواي في UTC−10:00)، ويسبق توقيت جزر مثل جزيرة بيكر بـ 26 ساعة (بيكر في UTC−12:00). مما يجعل جزر لاين من أول الأماكن في العالم التي تستقبل كل يوم جديد.

## الأسماء الجغرافية
تسمى جزر الخط . في إشارة إلى سبوراد يس اليونانية، يطلق عليهم أيضًا اسم «سبوراد يس الاستوائية» التي نميز عنها «سبوراد الجنوبية» جنوب خط الاستواء عن «سبوراديس الشمالية» أي شمال خط الاستواء.
يمكن أيضًا تقسيم الجزر إلى ثلاث مجموعات تسمى «جزر الخط الجنوبية» و«جزر الخط الشمالية» و«جزر الخط الأوسطة»، ويتم تضمين المجموعة الأخيرة أحيانًا في جزر الخط الجنوبي.

## جغرافية
تقع جزر الخط في وسط المحيط الهادئ، في بولينيزيا، على جانبي خط الاستواء. وهي محاطة بأرخبيل هاواي (الولايات المتحدة) من الشمال، وبولينيزيا الفرنسية (فرنسا) من الجنوب الشرقي والجنوب، وجزر كوك من الجنوب الغربي وكذلك وجزر توكيلاو (نيوزيلندا). جزر فينيكس (كيريباتي) إلى الغرب.
ثمانية الجزر المرجانية، وهما جزر المرجانية واثنين من الشعاب تشكل هذا الأرخبيل. جزيرة الكريسماس هي واحدة من أقدم الجزر المرجانية وأكثرها شمولاً في العالم، وعاصمتها لندن، بينما أكبر مدينة في جزر الخط هي تابواكيا في نفس الجزيرة المرجانية.

## التاريخ
في عام 1888 ، استعمرت المملكة المتحدة جزر الخط من أجل إنشاء وصلة تلغراف، من جزيرة تابويران كمحطة ترحيل لكابل التلغرافي. عمل رابط تحت مياه المحيط هذا بين عامي 1902 و1963 باستثناء فترة قصيرة في عام 1914 عندما هبطت القوات فيرماخت الألمانية خلا الحرب العالمية الأولى في جزيرة تابويران لقطع الكابلات.
في 31 ديسمبر 1994 تم تغيير توقيت جزر الخط من ت ع م-10:00 إلى ت ع م+14:00 . في الواقع عن طريق تخطي 31 ديسمبر 1994 أي بعد تغيير موقع خط التاريخ الدولي شرقاٌ.

## الديموغرافيا
من مجموع عشر جزر ثلاث منها مأهولة بالسكان حوالي 8809 نسمة في عام 2005 جزيرة كيريتيماس عدد سكانها 5115 نسمة و 2539 في جزيرة تبوران و 1155 نسمة في جزيرة تيرينة.

## إعادة تنظيم المنطقة الزمنية
في 23 ديسمبر 1994، أعلنت جمهورية كيريباتي تغيير منطقة زمنية لجزر الخط، لتصبح سارية المفعول في 31 ديسمبر 1994. نقل هذا التعديل فعليًا خط التاريخ الدولي أكثر من 1000 كيلومتر (620 ميل) إلى الشرق داخل كيريباتي، والتي تضع كيريباتي بالكامل على الجانب الآسيوي أو الغربي من خط التاريخ، على الرغم من حقيقة أن خط الطول ل جزيرة كارولاين البالغ 150 درجة غربًا يتوافق مع ت ع م-10:00 بدلاً من منطقتها الزمنية الرسمية وهي ت ع م+14:00 . تقع جزيرة كارولين (جزيرة ميلينيوم حاليًا) الآن في نفس الوقت مثل جزر هاواي (المنطقة الزمنية القياسية في هاواي أليوتيان)، ولكن يومًا ما في المستقبل. جعلت هذه الخطوة جزيرة ميلينيوم (جزيرة كارولين آنذاك) الأرض الواقعة في أقصى الشرق في أقرب منطقة زمنية (وفقًا لبعض التعريفات، أقصى نقطة في الشرق على الأرض)، وواحدة من أولى نقاط الأرض التي شهدت شروق الشمس في 1 يناير 2000 - الساعة 5:43 صباحًا، وفقًا للتوقيت المحلي.
كان السبب المعلن لهذه الخطوة هو الوفاء بوعد الحملة الذي قطعه رئيس كيريباتي تيبورورو تيتو للقضاء على الارتباك الذي تسبب فيه كيريباتي على امتداد خط التاريخ، وبالتالي فهي تستمر في يومين مختلفين. ومع ذلك، لم يتردد المسؤولون في كيريباتي في محاولة الاستفادة من الوضع الجديد للأمة كمالكين لأول أرض تشهد شروق الشمس في عام 2000.  واحتجت دول أخرى في المحيط الهادئ، بما في ذلك تونغا وجزر تشاتام النيوزيلندية، على هذه الخطوة، معترضة على ذلك تدخلوا في مزاعمهم الخاصة بأنهم أول أرض تشهد بزوغ فجرها في عام 2000.
في عام 1999، للاستفادة بشكل أكبر من الاهتمام العام الهائل بالاحتفالات بمناسبة وصول عام 2000، تم تغيير اسم جزيرة كارولين رسميًا إلى جزيرة الألفية. على الرغم من أن الجزيرة غير مأهولة بالسكان، فقد أقيم احتفال خاص هناك للاحتفال بهذه المناسبة. وقد تميزت بعروض قدمها فنانون من كيريباتي وحضرها رئيس كيريباتي تيتو.  سافر أكثر من 70 مغنيًا وراقصًا من كيريباتي إلى جزيرة الألفية من العاصمة تاراوا،  برفقة ما يقرب من 25 صحفيًا. كان للاحتفال، الذي تم بثه في جميع أنحاء العالم عبر الأقمار الصناعية، حجم جمهور يقدر بما يصل إلى مليار مشاهد.